# 球状小体
球状小体（英文：Bulbous corpuscle），又称鲁菲尼氏小体（Ruffini corpuscle）、鲁菲尼氏神经末梢（Ruffini nerve ending），是一种缓慢调节的力学感受器，存在于介于皮下组织与真皮乳头之间的皮肤组织中。鲁菲尼式小体以意大利科学家安吉洛·鲁菲尼的名字命名。
鲁菲尼式小体对持续压力起反应，调节过程较为缓慢。对于皮肤拉伸较为敏感，且对于控制手指的位置和运动发挥一定作用。它们最集中分布于指甲附近，可感知物体在皮肤表面的滑动。